# VOG
VOG（ボグ、1985年9月19日 - ）は日本のシンガーソングライター、MCである。京都府城陽市在住。

## 概要
地元福岡市の東福岡高等学校在学中、クラスメイトの勧めにより、初めてステージに立つ。佛教大学進学を機に京都へ引っ越し、大学卒業後本格的に活動をスタートさせる。

## 来歴
2014年
- 1月22日自主レーベルより1st フルアルバム『タカラバコ』をリリース。収録楽曲「タカラモノ」がYouTube再生回数100万回再生を超える。

2016年
- 3月23日2ndフルアルバム『これから先もよろしくお願いします。』をリリース。iTunesジャンルチャート1位、総合チャート12位を記録。
- 9月6日1stミニアルバム『ぬいぐるみのうた』をリリース。iTunesジャンルチャート1位を記録。

2019年
- 3月6日1stシングル『Thanks to U』2ndシングル『タカラモノ』の2作品をユニバーサルミュージックよりメジャーリリース。
- 2019年のシーズンより北海道日本ハムファイターズ加藤貴之投手への書き下ろし楽曲『Try My Life』が登場曲として使用される。

## 人物
- 京都に20年近く住んでいるが博多弁を喋っている。
- アーティスト名の「VOG」の由来は高校時代の友人がつけてくれた「Voice Of Grace、Voice Of Gold」の略。
- MIX CD男性no.1セールスDJでもあるDJ FUMI★YEAH!のサイドMCとしても全国帯同していた。（- 2019年）
- 高校生時代アルバイトをしていたカレーハウスCoCo壱番屋のカレーライスをこよなく愛しており、現在でも週に一度は通っている。
- 沖縄が大好きで将来は移住したいと公言している。

## 出演
ラジオ
- 『DUFFとVOG のラジオ学園』（エフエム宇治放送、毎週水曜日22時） - メインパーソナリティ